# 에라스무스 대학교 로테르담 경영대학원
에라스무스 대학교 로테르담 경영대학원(Rotterdam School of Management, Erasmus University, RSM)은 에라스무스 대학교 소속의 경영 대학교로써 1969년도부터  사업 개발 교육 및 경영 교육을 제공하고 있다. RSM은 로테르담 외에도 암스테르담 저이다스(Zuidas) 업무 지구 및 타이완 타이베이에 사무실을 운영하고 있다. www.rsm.nl
RSM은 유럽 최고의 경영 대학교들과 함께 높은 랭킹에 위치해 있으며 학사, 석사, MBA 등 대학 교육은 물론 기업을 위한 맞춤형 교육 등 획기적인 연구와 교육을 제공하고 있다. RSM의 신념은 국제적인 경력을 가진 경영 리더들을 양성함으로써 그들이 혁신적 사고와 함께 지속가능한 미래로 나아가는 것이다.
RSM은 학생과 여러 산업에 종사하고 있는 경영인들이 경력을 쌓고 성공할 수 있도록 돕기 위해 여러 가지 과정을 영어와 네덜란드어로 제공하고 있다. 또한 RSM은 회사의 세부적인 경영 역량 및 높은 기술의 요구에 대응하기 위하여 최근 비즈니스 문제에 항상 귀기울이고 있다. www.rsm.nl/programmes  

## 연구
RSM과 에라스무스 경제대학원(ESE) 최고의 연구진 350명은 유럽에서 가장 크고 가장 많이 인용된 경영 연구원 중 하나인 에라스무스 경영연구원(ERIM)에 모여 있다. ERIM은 회사와 경영진들에게 최신 연구 지식을 제공하고 ERIM의 연구는 RSM 교육에도 포함되어 있다. ERIM은 연구 석사 과정 뿐만 아니라 수업 박사 과정도 운영하고 있다. www.erim.eur.nl

## 동문
RSM의 동문은 RSM의 평생 교육 약속 및 전세계 약 30,000명의 동문에게 도움을 받을 수 있다. RSM은 비즈니스, 동문, 교원들이 연결될 수 있도록 산업 별 그룹을 만들었다.
또 동문은 과정 수강 시 선택적으로 10% 할인을 받을 수도 있다.

## 랭킹 및 공인
2023년 파이낸셜 타임스가 집계한 경영학석사과정(MIM) Ranking에서 세계10위를 기록하였고, 2024년 QS가 발표한 랭킹에서는 경영학석사과정(MIM) 세계 16위, 공급사슬관리석사과정 세계4위, 글로벌 MBA랭킹에서는 세계32위에 위치하고 있다.
공인 3관왕을 차지하며 AACSB, EQUIS, AMBA로부터 공인을 받았다. 현재 RSM의 모든 학사 및 석사 과정은 적어도 한 곳의 국제적으로 인정받은 기관으로부터 공인을 받았다. RSM의 최신 국제 랭킹 및 공인은 www.rsm.nl/rankings에서 볼 수 있다.

## 같이 보기
- 에라스무스 대학교

1. ↑  “Business school rankings from the Financial Times - FT.com”. 2024.3.13에 확인함.
2. ↑  “경영학석사과정(MIM) rankings from QS”. 2024.3.13에 확인함.
3. ↑  “공급사슬관리석사과정 rankings from QS”. 2024.3.13에 확인함.
4. ↑  “Global MBA rankings from QS”. 2024.3.13에 확인함.